# Lempäälän Kisa
Le Lempäälän Kisa est un club de hockey sur glace de Lempäälä en Finlande. Il évolue en II-divisioona, le quatrième échelon finlandais.

## Historique
Le club est créé en 1904.
En 2007, le LeKi fait ses débuts en Mestis, second échelon finlandais. Après douze saisons dans le championnat, l'équipe est reléguée en II-divisioona pour des raisons financières.